# Detroit Techno
Detroit Techno ist ein Genre der elektronischen Musik, die sich etwa in der Mitte der 1980er Jahre in Detroit entwickelte. Es greift dabei auf Elemente der Funk-, der Electro-Funk- und der House-Musik zurück, orientiert sich allerdings auch stark an europäischen Stilrichtungen wie Electro-Pop, EBM oder Industrial. Detroit Techno zählt dabei zu den Wegbereitern des Techno der 1990er Jahre.

## Das Konzept
Detroit Techno ist besonders modern in seiner Anschauung. Sie war eine hypnotisierende Spartenrichtung neuer Musik, die in die Zukunft blickte, mit der Vergangenheit brach und europäischen Industrial-Pop mit schwarzem US-amerikanischen Garage Funk mischt. Derrick May meinte, dass „seine Musik über den Beat hinausgeht“. Sie gehört nicht einfach zur Dance Music, sondern ist nach wie vor eine Abfolge von Sound-Experimenten, die der Logik der einfachen und unkomplizierten Dance-Sounds wie Chicago House trotzen.
Derrick May: „Die Philosophie, die seit Beginn hinter dem Begriff Techno aus Detroit steht, meint Individualität, Innovation, to be first and on top, und befindet sich in erklärtem Gegensatz zu dem, was wir schon immer unter bürgerlichem Konformismus verstanden haben, unter Industriedienlichkeit und Kommerzialisierung. Techno sollte den Menschen eine Alternative sein.“ May wandte sich immer wieder gegen die Kommerzialisierung und gegen die Unwissenheit der Geschichte und der Herkunft des Techno.

## Die Ursprünge

### The Electrifying Mojo
Dieses Synonym steht für den Übervater dreier Generationen von Detroit-Techno-Aktivisten. The Electrifying Mojo (Charles Johnson) ist durch seine markante Radiostimme bekannt. In seinem Programm setzte er sich über die „musikalische Apartheid“ in den US-Radiostationen hinweg und spielte in einem einzigartigen Mix James Brown, Pink Floyd, The Parliament, Joni Mitchell, Aretha Franklin, Kraftwerk, Prince, The B-52’s, The Clash oder auch frühe Electro- und House-Produktionen und ebnete somit europäischem Sound den Weg in die Detroiter Clubszene.

### Sharevari
Am Anfang der 1980er Jahre gab es in Detroit zahlreiche High-School-Partyorganisationen. Deren Partys liefen so gut, dass jede Organisation in der Lage war, eigene Platten zu produzieren und pressen zu lassen. Eine solche war Sharevari (1981) des Acts A Number Of Names, welcher aus Studenten bestand. „Sharevari“ erschien somit noch vor den bekannten Techno-Tracks des Detroiter Acts Cybotron (Richard Davies & Juan Atkins).

### Alvin Toffler
Der Buchautor Alvin Toffler schrieb zwei für Detroit Techno maßgebende Bücher. The Third Wave (Die dritte Welle) handelt von der dritten Stufe der technologischen Entwicklung als eine Art Zukunftsvermächtnis ohne Angst vor den Auswirkungen der technologischen Revolution, in der wir uns befinden. In Future Shock (Zukunftsschock) geht es darum, dass die Gesellschaft eine enorme Wandlung durchmacht, eine Revolution von einer industriellen Gesellschaft zu einer „Superindustriellen Gesellschaft“. Diese Wandlung überwältigt die Menschen, die beschleunigte Geschwindigkeit der technologischen und sozialen Veränderungen koppelt sie ab und sie leiden unter zermürbendem Stress und Desorientierung – sie sind zukunftsgeschockt. Toffler vertritt die Meinung, dass der größte Teil der sozialen Probleme Symptome des Zukunftsschocks sind.

## Die ersten Schritte
Die Herkunft von Detroit Techno geht auf die in Amerika verdrängten Synthesizer-Gruppen der 1970er Jahre wie Kraftwerk und Yello und auf die poppigeren britischen Bands Heaven 17, New Order, The Human League und Ultravox zurück. Deren Musik hat den Synthesizer zum kreativen Kern neuer Musik erhoben, die eine ganze Generation veranlasst hat, ihre Wohnungen in semiprofessionelle Studios zu verwandeln. Das schwarze Amerika hat – in Europa weitgehend unbekannt – mit zunehmender Faszination diese Musik gehört.
Juan Atkins, ein Schüler an der Belleville High School und begeisterter Kraftwerk-Fan, fing erst an mit einfachen Drum Pattern auf einer alten Roland DR-55 und verfeinerte seine Technik in den folgenden Jahren so weit, bis er hochkomplexe von Europa stark beeinflusste Synthesizer-Tracks schreiben konnte. In der Blütezeit des Electro Funk schrieb er mit seiner Gruppe Cybotron einige Tracks, von denen er eine Hommage an Detroit einfach Techno City nannte. Zunächst dachte er, sein Sound wäre ein einzigartig gewagtes Stück synthetisierter Funk und eher in Einklang mit deutscher Musik als mit Schwarzer Musik. Doch dann lernte er auf einem entmutigenden Trip nach New York den Track Planet Rock von Afrika Bambaataa kennen und stellte fest, dass seiner Vision von einem spartanischen elektronischen Dance Sound die Schau gestohlen wurde. Er ging zurück nach Detroit und erneuerte seine Freundschaft mit seinen ehemaligen Mitschülern Derrick May und Kevin Saunderson. Die drei fingen an ihren ganz eigenen Sound zu kreieren: Detroit Techno.

## Detroit
Derrick May gilt als Philosoph des Detroit Techno. Er sieht die Musik als Post-Soul und glaubt, dass es ein wohl durchdachter Bruch mit den Traditionen schwarzer Musik ist: „Die Musik ist genauso wie Detroit – ein kompletter Fehler. Es ist, als wenn man George Clinton und Kraftwerk in einen Fahrstuhl mit einem Sequenzer einsperrt, um sie gesellig zu halten.“
Detroit wurde in den 1980er Jahren während einer Krise der Automobilwirtschaft zum Sinnbild des Untergangs einer Industriestadt. Die namensgebende Stadt und besonders die subjektive Wahrnehmung Detroits in dieser Zeit spielt für die Protagonisten eine große Rolle. Sie wird als kaputt, niedergehend, kalt und bedrohend empfunden. Zudem ist Detroit eine geteilte, rassengetrennte Stadt. Die schwarze Bevölkerung wohnt in der verfallenen Innenstadt und den Trailer Parks an der 8 Mile und die weiße Bevölkerung in eingezäunten, gepflegten Vorstädten (Suburbs). Deshalb ist Detroit Techno nicht positiv und hell, sondern düster und melancholisch.

„Techno ist unzweifelhaft die Musik Detroits, aber es hat nichts von dem Optimismus des Motown-Labels. Die Stadt wird in der Musik in einer beunruhigenden Art reflektiert. Fabriken machen dicht und die Menschen driften ab. Das alte industrielle Detroit fällt auseinander, die Strukturen zerfallen. Es ist die Mordhauptstadt Amerikas. Sechsjährige tragen Waffen mit sich und Tausenden Schwarzen ist es egal, ob sie jemals wieder Arbeit finden. Wenn man in solcher Umgebung Musik macht, kann sie nicht fröhlich sein. In Großbritannien gibt es New Order – bei uns gibt es New Disorder.“

Die Zunahme an Rassendiskriminierung, Gewaltkriminalität und Jugendarbeitslosigkeit haben in diesem Zusammenhang auch einen Einfluss auf die Musik genommen. Eddie Flashin’ Fowlkes: „Detroit hat sein eigenes Gesicht. Du gehst eine Straße entlang, jemand fährt plötzlich an dir vorbei, kurbelt die Wagenscheibe runter und versucht dich abzuknallen.“ Mit dem Ende von Motown und dem Niedergang der Automobilindustrie nahmen soziale Konfliktpotenziale und die damit verbundene Kriminalität automatisch zu. Die dadurch entstandene Spannung, diese spezielle Form der Aggression, wurde von da an in der Musik reflektiert.

## Motown
Detroit war bisher musikalisch nur für Motown bekannt. Juan Atkins, der sich selber als der Kapitän der Detroit-Techno-Bewegung sieht, ist ein deutlicher Gegner der Motown-Vorherrschaft: „Berry Gordy hat Motown auf denselben Prinzipien wie die Förderbänder von Ford aufgebaut. Heutzutage werden Autos von Robotern und Computern gebaut und ich bin eher an Fords Robotern interessiert als an Gordys Musik.“

## Chicago
In Chicago war etwa gleichzeitig die House-Musik (Chicago House) populär. Zahlreiche Tracks aus Detroit hatten dort Erfolg – sei es Ride ’em Boy von Blake Baxter oder Nude Photo und Strings of Life von Derrick May, die in Chicago als Acid House adaptiert werden. Dennoch glaubt May, dass es große Unterschiede zwischen Chicago und Detroit gibt: „Es ist ein Unterschied des Respekts. House hat sein Herz immer noch im Disco der 70er Jahre, das wir nicht für die Vergangenheit haben. Wir machen Zukunftsmusik und haben eine stärkere Neigung zum Experiment.“

## Beeinflussende Musikgruppen
- Kraftwerk
- Cabaret Voltaire
- Yello
- Heaven 17
- New Order
- The Human League
- Ultravox
- Front 242
- Nitzer Ebb
- Parliament
- Funkadelic
- Bootsy Collins
- Depeche Mode

## Produzenten

### Erste Welle
- Juan Atkins alias Model 500 (mit Richard Davies als Cybotron)
- Kevin Saunderson
- Derrick May alias Rhythim is Rhythim und Mayday
- Eddie Flashin’ Fowlkes
- Richard Davis alias 3070
- Blake Baxter

### Zweite Welle
- Theo Parrish
- Carl Craig
- Kenny Larkin
- Jeff Mills
- Robert Hood
- „Mad“ Mike Banks
- Octave One
- Underground Resistance
- Cybersonik (Richie Hawtin, John Acquaviva und Daniel Bell)
- 3 MB (Thomas Fehlmann, Moritz von Oswald)
- The Detroit Escalator Co. (Neil Ollivierra)

### Dritte Welle
- Anthony „Shake“ Shakir
- Daniel Bell
- Claude Young
- Omar S
- Jay Denham
- DJ Rolando

Inzwischen werden weltweit Platten produziert, die in weiterem oder engerem Sinne dem Stil des Detroit Technos und -elektros zuzuordnen sind. Künstler und Labels wie Vince Watson aus Schottland oder Delsin Rec. aus den Niederlanden sind geradezu spezialisiert auf den Sound der „Motor City“, andere Künstler veröffentlichen unregelmäßig einzelne Stücke, die dem Detroit-Techno zuzuordnen sind (beispielsweise Laurent Garnier, The Hacker, Oxia, …)

## Bedeutende Plattenlabel
- Metroplex
- KMS Records
- Axis Records
- Underground Resistance
- Transmat
- 430 West
- Pure Sonik
- Black Nation
- Plus 8